# 固定音型
固定旋律音型（意大利语：Ostinato，義大利語：[ostiˈnaːto]；源自意大利语“固执或顽固”一词“Stubborn”，相比于英语的“obstinate”，意思为“顽固的”）为乐曲中以同一个声部重复呈现的乐句，属于音乐动机的一类。
在古典乐里，固定音型的一种表现是固定低音（basso ostinato）。在众多流行乐里，固定音型叫作即兴重复段（Riff），通常在节奏组乐器上重复，与不断变化的旋律行成对比。Figure譯為「音型」，用來指短小數音的固定組合，將ostinato譯為固定音型，不佳。